# Onychothemis celebensis
Onychothemis celebensis – gatunek ważki z rodziny ważkowatych (Libellulidae).